# Viguzzolo
Viguzzolo – miejscowość i gmina we Włoszech, w regionie Piemont, w prowincji Alessandria.
Według danych na styczeń 2010 gminę zamieszkiwało 3206 osób przy gęstości zaludnienia 175,5 os./1 km².